# Echeveria ballsii
Echeveria ballsii är en fetbladsväxtart som beskrevs av Walther. Echeveria ballsii ingår i släktet Echeveria och familjen fetbladsväxter. Inga underarter finns listade i Catalogue of Life.